# Pedernal (Salamanca)

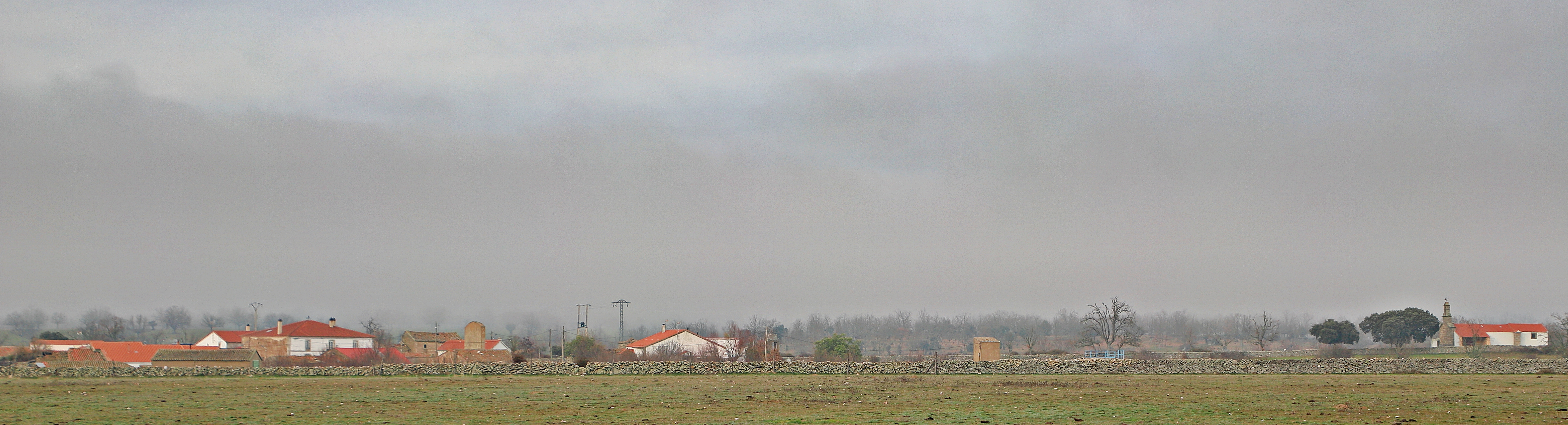
Panorámica de Pedernal.

Pedernal es una pedanía del municipio español de Espadaña, en la provincia de Salamanca. Perteneciente a la comarca de Vitigudino, en el año 2017 contaba con seis habitantes. Aunque la pedanía pertenece al término municipal de Espadaña, el acceso a la misma se produce a través de Villar de Peralonso, por un camino de tierra de unos 4,1 kilómetros de longitud.Lo mejor que puedes ver es la charca de Valdepernea. Su alcalde Marti, el patrón.

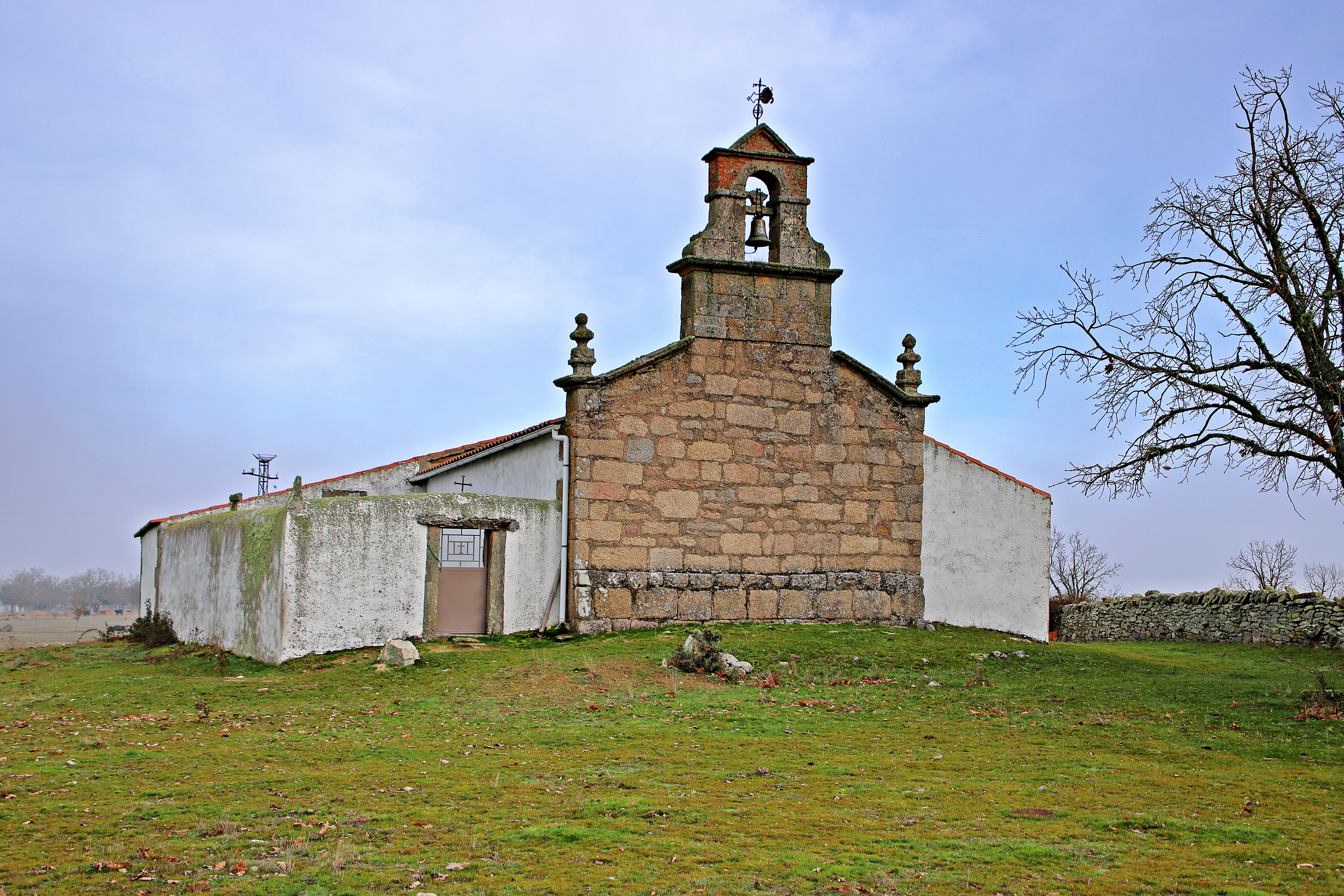
Iglesia de Pedernal.